# Eleuterópolis
Eleuterópolis ou Eleuterópole ("cidade dos livres") era o nome grego de uma cidade romana em Israel antigo, uns cinquenta quilômetros a sudoeste de Jerusalém. Seus resquícios ainda estão espalhados pela antiga estrada para Gaza. O local - já chamado também de Baitogabra na Geografia de Ptolemeu - era chamada de Beit Guvrin e Bet Gubrin no Talmude. A identificação posterior feita por Edward Robinson da hoje deserta vila de Beit Jibrin com a antiga cidade foi confirmada por escavações no local.

## Primeiros anos
Na primeira guerra judaico-romana (68), o imperador Vespasiano - na época ainda um general - esmagou e escravizou os habitantes de Betaris. De acordo com Flávio Josefo:
| “ | ...quando ele tomou as duas vilas, que estava bem no meio da Idumeia, Betaris e Cafartobas, ele assassinou mais de dez mil entre os habitantes e escravizou mais de mil, expulsando o resto da multidão, colocando uma parte significativa de suas forças sobre eles, que os esmagaram e destruíram toda a região até as montanhas. | ” |
|   | — Flávio Josefo, Guerra dos Judeus. |   |

O vilarejo foi demolido novamente durante a Revolta de Barcoquebas, em 132-5.
No ano 200, Sétimo Severo, em sua viagem à Síria (província romana), mudou seu nome para Eleuterópolis. A cidade refundada, marcando a data como 1 de janeiro de 200 em suas moedas e inscrições, logo se tornou uma das mais importantes da Palestina romana. Sete estradas se encontravam ali e Eusébio de Cesareia, em seu Onomasticon, adotou os marcos romanos (nas estradas) que tinham em Eleuterópolis seu "marco zero"

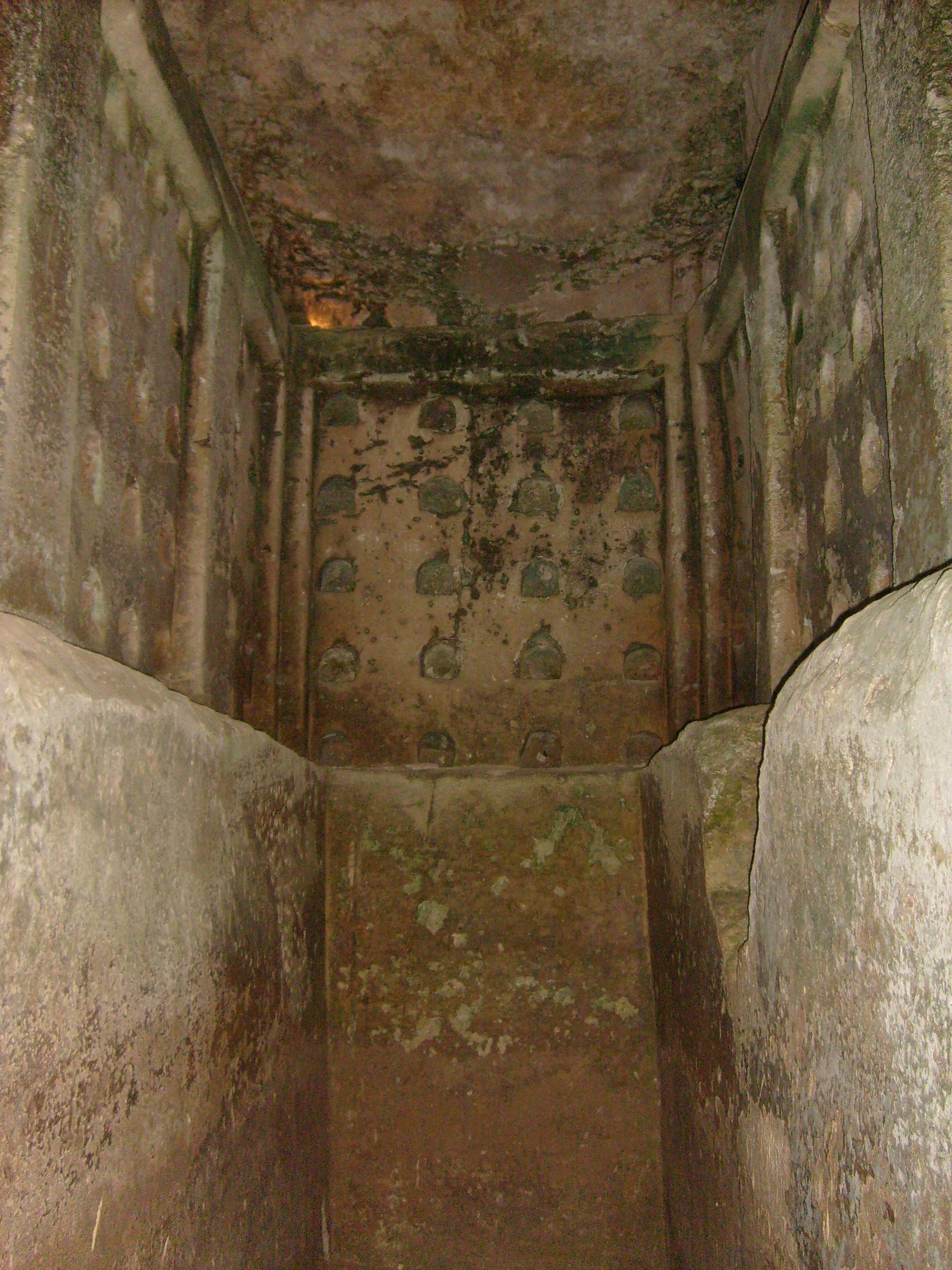
Beit Guvrin

## Centro da Cristandade
A cidade era uma "Cidade de Excelência" no século IV e a maior diocese cristã na Palestina: seu primeiro bispo conhecido foi Macrino, um dos presentes no Primeiro Concílio de Niceia (325).
Epifânio, bispo de Salamina (Chipre), nasceu em Eleuterópolis e, nas redondezas, ele fundou um mosteiro que foi, frequentemente, citado nas polêmicas de Jerônimo com Rufino e João, bispo de Jerusalém.
Em Eleuterópolis, de acordo com hagiografias, cinquenta soldados da guarnição de Gaza que se recusaram a negar Cristo foram decapitados em 638. Posteriormente, uma igreja foi erguida no local para honrá-los. 
A cidade foi novamente destruída em 796, numa guerra civil.

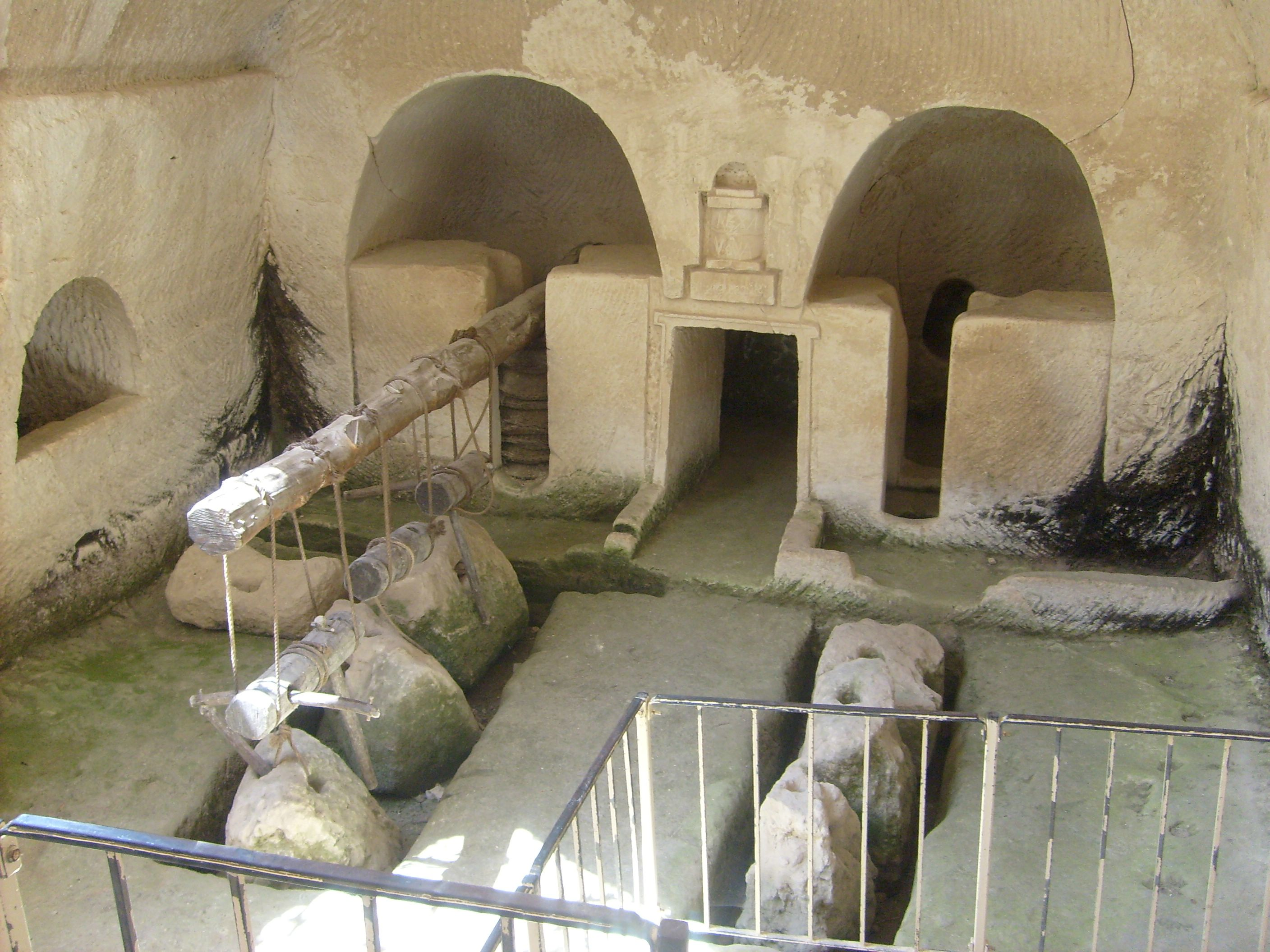
Beit Guvrin

## Idade Média
Em 1134, sob Fulque de Jerusalém, os Cavaleiros de São João, a quem a cidade foi colocada sob cuidados, restauraram a igreja bizantina perto de Sandahanna, antiga Maressa. A cidadela foi tomada em 1187 por Saladino, recapturada em 1191 por Ricardo Coração de Leão e destruída em 1264 pelo sultão mameluco Baibars. Finalmente, foi reconstruída em 1551 pelos turcos otomanos.

## Século XIV
Em 1838, o estudioso americano Edward Robinson visitou Beit Jibrin e identificou-a com a antiga Eleuterópolis. O pintor escocês David Roberts visitou o local em 1839 e retratou-o numa pintura. A litografia baseada no desenho foi publicada com o título Beit Jibrin, ou Eleuterópolis em seu livro "Holy Land, Syria, Idumea, Arabia, Egypt & Nubia" (Londres:1842-1849).
No início do século XX, a fortaleza medieval ainda existia, com restos das muralhas, ruínas de um claustro e uma igreja medieval. 

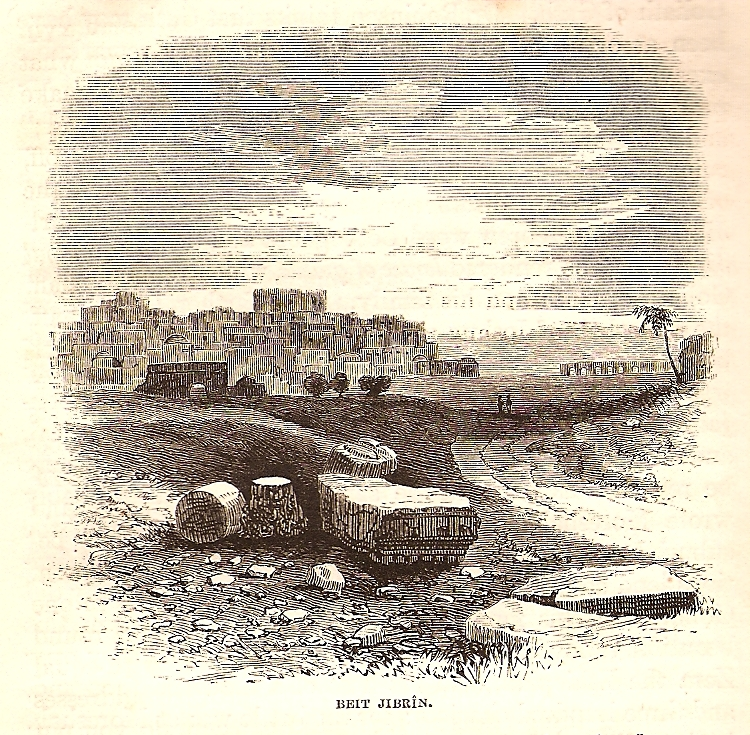
Pintura de David Roberts

## UNESCO
As cavernas de Maressa e Bet-Guvrin nas Terras Baixas da Judeia, como um microcosmo da "terra das cavernas", foram incluídas na lista de patrimônio Mundial da UNESCO por "testemunharem a cultura regional e sua evolução por mais de 2 000 anos, desde o Século VIII a.C., quando Maressa, a mais velha de duas cidades, foi construída, na época dos Cruzados".